# Erasmo Pascual Colmenero
Erasmo Pascual Colmenero (Ribadavia, 6 de maig de 1903 - Madrid, 7 de juny de 1975) va ser un actor teatral i cinematogràfic espanyol.

## Biografia
Després d'instal·lar-se en Madrid, comença a treballar sobre els escenaris com a figurant des de principis dels anys vint. Actor secundari de cinema, molt prolífic, els seus personatges -sempre secundaris- van estar fortament condicionats pel seu físic menut, les seves ulleres i la seva extrema primesa, les seves frases vociferant i la seva reconeguda vis còmica. Va arribar a interpretar més de 100 pel·lícules.
Era vidu amb una filla. Posteriorment va mantenir una relació amb la popular actriu Rafaela Aparicio, amb la qual va tenir un fill, Erasmo Pascual.

## Filmografia (selecció)
- La reina mora (1936).
- Los misterios de Tánger (1942).
- El último cuplé (1957).
- Las muchachas de azul (1957).
- Aquellos tiempos del cuplé (1958).
- ¿Dónde vas, Alfonso XII? (1958).
- Las chicas de la Cruz Roja (1958).
- La vida alrededor (1959).
- Bombas para la paz (1959).
- La gran familia (1962).
- Vuelve San Valentín (1962).
- La viudita naviera (1962).
- Los que no fuimos a la guerra (1962).
- El verdugo (1963).
- La pandilla de los once (1963).
- La chica del gato (1964).
- Tú y yo somos tres (1964).
- Flor salvaje (1965).
- Historias de la televisión (1965).
- Los chicos del Preu (1967).
- El turismo es un gran invento (1967).
- Los subdesarrollados (1968).
- Cuidado con las señoras (1968).
- Las secretarias (1969)
- La vida sigue igual (1969).
- Juicio de faldas (1969).
- ¡Se armó el belén! (1970).
- El hombre que se quiso matar (1970).
- Si Fulano fuese Mengano (1971).
- Hay que educar a papá (1971).
- Las Ibéricas F.C. (1971).
- Ligue Story (1972).
- Yo la vi primero (1974).
- Jenaro, el de los 14 (1974).
- Está que lo es...  (1974).
- Virilidad a la española (1975).
- Furtivos (1975).
- Celedonio y yo somos así (1977).

## Televisió
- Cuentos y leyendas
  - La rubia y el canario (1976)
  - Miau (1972)
  - La Ronca (1972)
- Este señor de negro
  - Los oportunos trámites (1975)
- Silencio, estrenamos (1974)
- El pícaro (1974).
  - Engaño que Lucas hizo a un mercader y el engaño que resultó de este engaño.
- Los libros
  - Cuentos de la Alhambra (25 de març de 1974)
- Hora once
  - Don Lesmes (1973)
  - Blasones y talegas (1971)
  - La casa del juez (1970)
  - Epílogo (1970)
- Crónicas de un pueblo
  - Antes del tercer diluvio (1973)
- Estudio 1
  - Peribáñez y el comendador de Ocaña (1970)
  - Sublime decisión (1968)
  - Los verdes campos del Edén (1967)
- Teatro de siempre
  - Volpone, el astuto (1967)
- La familia Colón
- Tiempo y hora
  - Días de haber (1967)
  - Por Culpa De Nadie (1966)
- Habitación 508
  - El caballo (1966)
  - Presentación (1966)
- Novela
  - Jenner (1966)
  - El sistema Pelegrín (1966)
  - Lilí (1966)
  - Las aventuras de Juan Lucas (1966)
  - Las almas muertas (1965)
- Diego de Acevedo
  - Bolívar en Madrid (1966)
- Tú tranquilo 
  - Un pobre señor (1965)
- Teatro para todos 
  - La muerte le sienta bien a Villalobos (1965)
- Tras la puerta cerrada) 
  - El Hombre y La Bestia (1965)
- Tal para cual 
  - Deuda Entre Amigos (1965)
- Mañana puede ser verdad
  - N.N. 23 (1965)
- Confidencias 
  - A la una y media (1964)
  - El costurero (1964)
  - Mademoiselle Olinda (1963)
- Fernández, punto y coma (1964)

## Teatre (parcial)
- La ratonera (1954), d'Agatha Christie;[3]
- ¡Sublime decisión! (1955), de Miguel Mihura.
- El teatrito de don Ramón (1959), de José Martín Recuerda.
- El chalet de madame Renard (1961), de Miguel Mihura.
- Los caciques (1962), de Carlos Arniches.
- Al final de la cuerda (1962), d'Alfonso Paso.
- Juegos de invierno (1964), de Jaime Salom.
- Pecados conyugales (1966), de Juan José Alonso Millán.
- La casa de las chivas (1969), de Jaime Salom.[4]
- Tal como son (1974)